# Мусаниф, Февзи Абдулла
Февзи́ Абдулла́ Мусани́ф (крымскотат. Fevzi Abdulla Musanif, Февзи Абдулла Мусаниф; село Голюмбей Таврической губернии,  1904 — 17 апреля 1938, Симферополь). Председатель Крымколхозсоюза, народный комиссар земледелия Крымской АССР. Арестован по «делу Самединова». Расстрелян 17 апреля 1938 года.

## Биография
Родился в селе Голюмбей Таврической губернии в 1904 году в семье мудериса (учителя), окончившего духовную школу медресе в Турции и работающего в бахчисарайском медресе Зынджирлы.
В 1920 году окончил Симферопольскую учительскую семинарию.
В 1921-1922 годах — инструктор Бахчисарайского райкома комсомола.
В 1925-1926 годах – учитель и директор татарской школы.
В 1925 году окончил Коммунистический университет трудящихся Востока.
Член ВКП(б) с 1926 года.
В 1926-1927 годах – преподаватель техникума, заведующий Крымполитпросветом.
В 1927-1930 годах – преподаватель областной партийной школы. В 1930-1931 годах – заведующий агитпропом Керченского райкома ВКП(б). В мае-июне 1931 года 1-й секретарь Карасубазарского райкома ВКП(б).
В 1931-1934 годах – председатель Крымколхозсоюза.
Кроме того, занимался переводами трудов Маркса, Энгельса и Ленина с русского на крымскотатарский язык.
С 1934 до 1937 год занимал должность народного комиссара земледелия Крымской АССР.

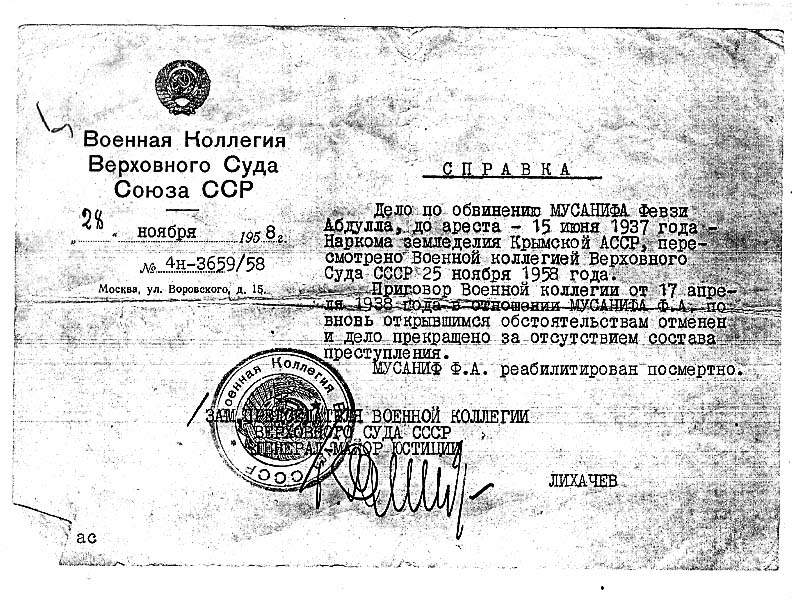
Справка о реабилитации Ф. Мусанифа

14 июня 1937 года арестован по обвинению в том, что он с 1925 года был активным участником антисоветской национально-террористической организации, ставившей своей целью насильственное свержение советской власти, отторжение Крыма от СССР и установление буржуазно-националистического строя, обвинялся в связях с Мамутом Недимом и Асаном Айвазовым, участие в кулацком бандитизме, заражении 10000-12000 лошадей сапом.
В декабре 1937-го арестована его супруга Эдие (осуждена в августе 1938 на восемь лет как «член семьи изменника родины», отправлена в Карлаг, Казахстан).
В суде виновным себя не признал. Осужден по статьям 58-6, 58-7, 58-8 и 58-11 УК РСФСР. Расстрелян 17 апреля 1938 года в Симферополе.
Дело по обвинению было пересмотрено Военной коллегией Верховного Суда СССР 25 ноября 1958 года. В справке о реабилитации сказано: «Из-за отсутствия состава преступления приговор от 17 апреля 1938 года отменен. Мусаниф Февзи реабилитирован посмертно».